# Maken-Ki
Maken-Ki (jap. マケン姫っ！, Maken-ki!) ist eine Mangaserie von Hiromitsu Takeda, die seit 2007 in Japan erscheint. Das Werk ist in die Genres Comedy und Romanze einzuordnen und wurde unter anderem als Anime-Fernsehserie adaptiert.

## Inhalt
Takeru Ōyama (大山 タケル) kommt auf eine Oberschule, die früher eine reine Mädchenschule war, und hofft dort viele hübsche Mädchen um sich zu haben. Doch trifft er hier zunächst Haruko Amaya (天谷 春恋), eine Freundin von früher. Die selbstbewusste Inaho Kushiya (櫛八 イナホ) erklärt, Takeru sei ihr Verlobter, doch dieser kann sich an kein Versprechen erinnern. Die beliebte Kodama Himegami (姫神 コダマ) dagegen steht Takeru und anderen Jungen feindlich gegenüber, vor allem wenn diese anderen Mädchen nachstellen. Darüber hinaus erfährt Takeru bald, dass es sich um eine Schule für Menschen mit magischen Fähigkeiten handelt, die diese mit „Maken“ genannten Gegenständen ausüben. Auch gibt es in der Schule Duelle, in denen die magischen Kräfte gemessen werden. Doch Takeru selbst hat keine solchen Fähigkeiten und auch kein Maken. Takeru schließt sich auf Anraten seiner Kindheitsfreundin der Madō Kenkei Kikō (魔導検警機構), kurz Maken-Ki, genannten Schlichtungsstelle an.

## Veröffentlichung
Der Manga erschien ab Juni 2007 in Einzelkapiteln im Manga-Magazin Dragon Age Pure. Nachdem das Magazin im Februar 2009 eingestellt wurde, erscheint der Manga seit Mai 2009 im Magazin Monthly Dragon Age. Der Verlag Fujimi Shobō brachte die Serie auch in bisher 23 Sammelbänden heraus, die sich jeweils über 45.000-mal verkauften.
Auf Deutsch erschien die Reihe von Februar 2013 bis April 2022 mit allen 24 Bänden als Maken-Ki bei Panini Manga. Kadokawa hat die Serie für Taiwan lizenziert. 
Vom 9. März 2011 (Ausgabe 4/2011) bis 9. März 2012 (Ausgabe 4/2012) erschien in der Monthly Dragon Age ein parodistischer Spin-off namens Maken-ki!: Inaho to Yukai na Nakamatachi (まけんきっ! イナホとゆかいな仲間たち) im Yonkoma-Format. Diese wurde von Yū Tsurusaki gezeichnet. Die Kapitel wurden in bisher einem Sammelband zusammengefasst der am 6. November 2011 erschien.

## Anime
Das Studio AIC produzierte 2011 unter der Regie von Kōichi Ōhata, ab Folge 6 assistiert von Harume Kosaka eine zwölfteilige Anime-Adaption des Mangas. Das Serienkonzept stammt von Yōsuke Kuroda, das Charakterdesign von Nobuteru Yūki und die künstlerische Leitung lag bei Kyō Inoue.
Die Serie wurde vom 5. Oktober bis zum 21. Dezember 2011 nach Mitternacht (und damit am vorigen Fernsehtag) vom Sender TV Saitama erstmals ausgestrahlt. Mit einigen Tagen Verzögerung erfolgten Ausstrahlungen durch die Sender AT-X, Chiba TV, Gifu Hōsō, Mie TV, Sun TV, Tokyo MX, TV Kanagawa, TV Setouchi und TVQ Kyūshū. Eine für FUNimation Entertainment angefertigte englisch untertitelte Fassung wurde über mehrere Streaming-Plattformen angeboten.
Eine zweite Staffel mit 10 Folgen namens Maken-ki! Tsū (マケン姫っ!通), wobei Tsū gleichlautend im Japanischen mit englisch two ist, wurde vom 16. Januar bis 20. März 2014 nach Mitternacht auf Tokyo MX und TV Kanagawa erstausgestrahlt, sowie verzögert auch auf Sun TV, TVQ Kyūshū, AT-X, Chiba TV, TV Saitama, Gifu Hōsō, Mie TV und BS11. Die Produktion wechselte zu Studio Xebec, wobei Hiraku Kaneko die Regie übernahm und Akio Takami das Charakterdesign.

### Synchronsprecher
| Rolle         | Japanische Stimme | Deutsche Stimme     |
| Haruko Amaya  | Noriko Shitaya    | Leslie-Vanessa Lill |
| Takeru Ōyama  | Tomoaki Maeno     | Jan Langer          |
| Aki Nijō      | Hitomi Harada     | Friederike Sipp     |
| Inaho Kushiya | Iori Nomizu       | Lisa Dzyadyk        |
| Akaya Kodai   | Makoto Yasumura   | Peter Lehn          |

### Musik
Die Musik der Serie stammt von Cher Watanabe. Der Vorspanntitel ist Fly Away von Misuzu Togashi. Für die Abspanne wurde das Lied Baby! baby! in verschiedenen Versionen, gesungen von Shitaya Noriko, Nomizu Iori, Yahagi Sayuri, Togashi Misuzu, Gōda Aya, Furuya Shizuka, Tanaka Rie, Akesaka Satomi, Ise Mariya, Zōgō Saeko, Misato, Satō Rina, Hidaka Rina, Mina und Harada Hitomi.